# فرانکو فاگی
فرانکو فاگی (ایتالیایی: Franco Faggi؛ ۸ مارس ۱۹۲۶ – ۱۲ ژوئن ۲۰۱۶) قایقران روئینگ اهل ایتالیا بود.
وی در مسابقات کشوری و بین‌المللی در مجموع برندهٔ ۴ مدال طلا شده‌است.